# Platygaster beneficiens
Platygaster beneficiens är en stekelart som beskrevs av Macgown 1979. Platygaster beneficiens ingår i släktet Platygaster och familjen gallmyggesteklar. Inga underarter finns listade i Catalogue of Life.